# PHF10
PHF10‏ (PHD finger protein 10) هوَ بروتين يُشَفر بواسطة جين PHF10 في الإنسان.